# Yuri Nikoláyevich Vóronov (arqueólogo)
Yuri Nikoláyevich Vóronov (en ruso: Ю́рий Никола́евич Во́ронов; Tsabal, 8 de mayo de 1941-Sujumi, 11 de septiembre de 1995) fue un arqueólogo y político soviético abjaso ruso, experto en las investigaciones de materiales prehistóricos, antiguos y medievales en la zona del Cáucaso, Abjasia y Sochi, como la muralla Kelasur; y político abjaso. Era nieto del botánico Yuri Nikoláyevich Vóronov (1874-1931).

## Biografía
Nació en la finca de su abuelo, Yasochka, en Tsabal (o Tsebelda en su forma rusa), Abjasia, el 8 de mayo de 1941. Su experiencia como arqueólogo comenzó en la infancia, cuando acompañaba a su madre en las excavaciones de las necrópolis apsilias en su finca natal. A los 13 años entregó su primera colección al Museo Estatal de Abjasia y participó en las excavaciones del castillo de Bagrat en Sujumi. Finalizó sus estudios en la Universidad Estatal de San Petersburgo en 1965. En 1971 recibió el título de Candidato en Ciencias de la Historia y en 1985, doctor en Historia y es nombrado profesor de la Universidad Estatal de Abjasia y miembro de la Academia Internacional Eslava. Fue director del zapovédnik histórico-cultural de Tsabal y diputado del Soviet Supremo de la República de Abjasia entre 1990 y 1995. Nombrado ciudadano honorable de Tsabal. Tras la guerra de Abjasia (1992-1993) y hasta su muerte fue Presidente del Congreso de Comunidades Rusas en Abjasia, cargo en el que sería sucedido por Guennadi Nikítchenko.
Vorónov es considerado el descubridor de la cultura arqueológica de Tsebelda (1959), cuando aún era estudiante y los resultados de su investigación representan una enorme contribución científica.
Fue asesinado en su apartamento de Sujumi el 11 de septiembre de 1995. Fue enterrado en los muros del Museo Estatal de Abjasia de Sujumi. La antigua calle Ordzhonikidze de la ciudad fue rebautizada con su nombre.
Fundó el Museo Etnográfico de Gagra. Es considerado uno de los principales políticos e ideólogos de la independencia abjasa.

## Monografías
- Древности Сочи и его окрестностей ("El Antiguo Sochi y sus alrededores". Krasnodar, 1979
- Древняя Апсилия ("Antigua Apsilia"). Sujumi, 1998
- Белая книга Абхазии ("El libro blanco de Abjasia"). Sujumi, 1993
- Очерки истории Абхазии (до XIX века) ("Aproximación a la historia de Abjasia -hasta el siglo XIX"). Sujumi.
- В мире архитектурных памятников Абхазии ("Los monumentos arquitectónicos de Abjasia en el mundo"). Moscú, 1978.
- Диоскуриада-Себастополис-Цхум ("Dioscurias-Sebastopolis-Tsjum"). Moscú, 1980.
- Главная крепость Апсилии ("Principal fortaleza de Apsilia"). Sujumi, 1986.
- Археологическая карта Абхазии ("Mapa arqueológico de Abjasia"). Sujumi, 1969.
- Тайна Цебельдинской долины ("El misterio del valle de Tsebelda"). Moscú, 1975.
- Древности Военно-Сухумской дороги ("El antiguo camino militar de Sujumi"). Sujumi, 1977
- Материалы по археологии Цебельды ("Materiales sobre arqueología de Tsebelda"). Tbilisi, 1985
- Древности Азантской долины ("El antiguo valle de Azanta"). Tbilisi, 1982
- Памятники села Герзеул ("Monumentos del seló Gerseul"). Sujumi, 1980.
- Лев Николаевич Соловьёв ("Lev Nikoláyevich Soloviov"). San Petersburgo, 1994.
- Боль моя, Абхазия ("Mi dolor, Abjasia"). Gagra, 1995.
- Могилы апсилов ("Tumbas apsilias"). Moscú, 2003.